# Hexisopodidae
Famille
Les Hexisopodidae sont une famille de solifuges.
Cette famille comprend deux genres et plus de vingt espèces.

## Distribution
Les espèces de cette famille se rencontrent en Afrique australe.

## Liste des genres
Selon Solifuges of the World (version 1.0) :
- Chelypus Purcell, 1902
- Hexisopus Karsch, 1879

## Publication originale
- Pocock, 1897 : On the genera and species of tropical African arachnids of the order Solifugae with notes upon the taxonomy and habits of the group. The Annals and Magazine of Natural History, sér. 6, vol. 20, p. 249-272 (texte intégral).